# Чемпіонат Німеччини з хокею 1935
Чемпіонат Німеччини з хокею 1935 — 19-й регулярний чемпіонат Німеччини з хокею, чемпіоном став клуб СК Ріссерзеє.
Матчі чемпіонату проходили в Олімпійському Центрі у містечку Гарміш-Партенкірхен.

## Попередній раунд
- СК Берлін — Альтонаер СВ 8:0
- СК Ріссерзеє — Кенігсберг 9:1
- ЕК Берлінер — ХК Берлінер 3:2
- СВ Растенбург — СК Майнінген 12:1
- СК Бранденбург Берлін — «СЕК Швеннінгер» 7:3

## Група А
- ХК Фюссен — СК Берлін 5:0
- ХК Фюссен — ЕК Берлінер 3:0
- СК Берлін — ЕК Берлінер 0:2

| М  | Команда     | І | Пер | Н | Пор | Ш   | О |
| -- | ----------- | - | --- | - | --- | --- | - |
| 1. | ХК Фюссен   | 2 | 2   | 0 | 0   | 8:0 | 4 |
| 2. | ЕК Берлінер | 2 | 1   | 0 | 1   | 2:3 | 2 |
| 3. | СК Берлін   | 2 | 0   | 0 | 2   | 0:7 | 0 |

Скорочення: М = підсумкове місце, І = ігри, Пер = перемоги, Н = нічиї, Пор = поразки, Ш = закинуті та пропущені шайби, О = набрані очки

## Група В
- СК Ріссерзеє — СВ Растенбург 0:0
- СК Ріссерзеє — СК Бранденбург Берлін 1:0
- СВ Растенбург — СК Бранденбург Берлін 3:0

| М  | Команда               | І | Пер | Н | Пор | Ш   | О |
| -- | --------------------- | - | --- | - | --- | --- | - |
| 1. | СВ Растенбург         | 2 | 1   | 1 | 0   | 3:0 | 3 |
| 2. | СК Ріссерзеє          | 2 | 1   | 1 | 0   | 1:0 | 3 |
| 3. | СК Бранденбург Берлін | 2 | 0   | 0 | 2   | 0:4 | 0 |

- Фінал Групи В: СК Ріссерзеє — СВ Растенбург 1:0

## Фінал
- СК Ріссерзеє — ХК Фюссен 2:1

## Склад чемпіонів
Склад СК Ріссерзеє: Вільгельм Еггінгер, Карл Браумюллер, Карл Вільд, Ганц Ланг, Георг Штробль, Філіпп Шенк, Йоахім Альбрехт фон Бетман-Гольвег, Вернер Георг, Мартін Шрьоттле.

## Втішний раунд
У втішному раунді перемогу здобув Кенігсберг.